# Distretto di Wang Nam Khiao
Il distretto di Wang Nam Khiao (in thailandese: วังน้ำเขียว) è un distretto (amphoe) della Thailandia, situato nella provincia di Nakhon Ratchasima.